# 川原琢磨 (工学)
川原 琢磨（かわはら たくま、1911年5月24日 - 1980年10月2日）は、日本の土木・地球物理学者。大阪工業大学第5代学長。工学博士（大阪大学）。輻射科学研究会元監事。
専門は地球物理学・ 地球環境科学、環境水理学・土木工学、農業土木・農業気象学。

## 略歴
福岡県出身。京都帝国大学理学部地球物理学科卒業（第3講座気象学指導教授：日本気象学会関西支部創設者の滑川忠夫）。同大学助手などを経て、1949年大阪工業大学工学部土木工学科教授 。1961年工学博士（大阪大学）。1972年大阪工業大学学長に就任するも、翌年、健康上の都合により同大学退官。
大阪工業大学工学部土木工学科にて、20年以上教鞭を執り、特に大学初期の地球環境科学/環境水理学と土木工学の融合の研究育成に貢献した。
主な所属学会は、農業土木学会（現：農業農村工学会）、日本気象学会、日本水環境学会、輻射科学研究会など。主な著書は、蒸発理論（1949）、海・かん水の自然濃縮（日本学術振興会1955）。

## 主な研究
- 流下式塩田の物理
- 塩田に於ける微細気象的1実測
- 非中立成層の接地気層論
- 台風シーズンに憶う
- 感潮河川における塩水棚上および塩分拡散に関する研究
- 阿賀野川における工業用取水に関する問題点